# Nisueta similis
Nisueta similis là một loài nhện trong họ Sparassidae.
Loài này thuộc chi Nisueta. Nisueta similis được Lucien Berland miêu tả năm 1922.